# 김주영 (사회운동가)
김주영( ~ 2012년 10월 26일)은 대한민국의 사회운동가이다. 장애인 권익운동 단체인 '전국장애인차별철폐연대'와 '장애우권익문제연구소' 등에서 활동가로 일했다.
김주영은 2004년에 장애인 이동권을 주제로 다큐멘터리 《외출 혹은 탈출》을 연출했는데, 1급 뇌병변장애로 사지가 뒤틀린 몸이었지만 전동 휠체어에 카메라를 달아 촬영한 뒤 다른 사람의 도움을 받아 영상을 편집했다. 이 다큐멘터리는 2005년에 KBS에서 방영되고 민주언론운동시민연합에서 작품상을 받았다. 2006년부터 2년 동안 독립다큐멘터리 제작집단 '다큐인'에서 상근 활동가로 일하였고 시민방송 아르티비(RTV)에서 《나는 장애인이다》라는 프로그램을 진행하기도 했다. 25살에 부모의 품을 떠나 자립한 김주영은 다른 장애인의 자립을 돕기 위해 중증 장애인들에게 한글·수학·사회 과목을 가르치는 야학교사 활동을 했고, 2009년부터는 장애인자립생활센터에서 자립을 원하는 중증장애인을 상담해주는 일도 했다. 2011년부터는 사이버대학에서 사회복지학 공부를 시작했다.
2012년 10월 26일 새벽 2시 10분경에 서울특별시 성동구 행당동 2층 연립주택 1층에서 불이 났고 이 연립주택에 거주하던 김주영은 자신의 집에서 혼자 누워 있다가 질식해 사망하였고, 자신의 죽음으로 장애인의 어려움을 세상에 알렸다. 김주영은 숨지기 직전 집에 불이 난 것을 알아차리고 119에 전화를 걸어 "살려주세요"라고 말했는데, 김주영은 평소 입에 터치펜을 물어 펜 끝으로 스마트폰 화면을 눌러 전화 통화를 했었다. 뇌병변장애 중에서도 최중증인 김주영은 양팔과 다리를 거의 움직이지 못했다. 소방관들이 신고를 받은 지 5분 만에 현장에 도착했을 때 김주영의 현관문은 열려 있었는데, 현관문은 활동보조인이나 손님이 찾아올 때 열어줄 수 있도록 김주영의 머리맡에 있는 리모컨을 입으로 조작해 여닫을 수 있게 돼 있었다. 소방관들이 도착한 지 5분 만에 꺼질 정도의 화재였지만, 김주영은 누워 있던 자리에서 조금도 벗어나지 못한 채 유독가스에 질식해 숨을 거둬야 했다. 김주영이 잠자던 방에서 현관문까지는 비장애인이라면 다섯 발짝도 채 안 되는 거리였고 방문과 현관문 모두 문턱이 전혀 없어 전동휠체어를 타면 2~3초면 탈출할 수 있는 거리였다. 평소 김주영의 발 노릇을 하는 전동휠체어가 부엌에 놓여 있었지만, 김주영은 활동보조인의 도움 없이는 혼자서 전동휠체어에 올라탈 수 없었고 활동보조인은 불이 나기 3시간 전인 전날 밤 11시에 퇴근했다.
김주영은 장애인 상담사 등으로 일하며 월급 100만 원을 받았지만, 추운 집에서 생활하며 얻은 폐렴이 심해져 2012년 8월에 그마저 그만둬야 했다. 기초생활수급비를 받으려 했지만, 벌이가 있는 부모가 있다는 이유로 혜택을 받지 못했다. 김주영의 어머니 박순옥은 식당 종업원 등으로 일하고 있었다. 한양대학교 의료원에 차려진 김주영의 빈소에서 박순옥은 "주영이는 자기가 장애인이라 장애인들의 어려운 삶을 잘 알릴 수 있어 오히려 감사하다고 말하곤 했었다. 이젠 직접 죽음으로 (장애인의 어려운 삶을) 알린 것 같다"고 말하였다. 2012년 10월 29일, 전국장애인차별철폐연대 등 장애인 단체는 한양대학병원 장례식장 앞에서 추모제를 열고 김주영의 넋을 위로하기도 하였다.